# C5orf30
C5orf30 (англ. Chromosome 5 open reading frame 30) – білок, який кодується однойменним геном, розташованим у людей на 5-й хромосомі. Довжина поліпептидного ланцюга білка становить 206 амінокислот, а молекулярна маса — 23 083.
| 10         |  | 20         |  | 30         |  | 40         |  | 50         |
| ---------- |  | ---------- |  | ---------- |  | ---------- |  | ---------- |
| MEVDINGESR |  | STLTTLPFPG |  | AEANSPGKAE |  | AEKPRCSSTP |  | CSPMRRTVSG |
| YQILHMDSNY |  | LVGFTTGEEL |  | LKLAQKCTGG |  | EESKAEAMPS |  | LRSKQLDAGL |
| ARSSRLYKTR |  | SRYYQPYEIP |  | AVNGRRRRRM |  | PSSGDKCTKS |  | LPYEPYKALH |
| GPLPLCLLKG |  | KRAHSKSLDY |  | LNLDKMIKEP |  | ADTEVLQYQL |  | QHLTLRGDRV |
| FARNNT     |  |            |  |            |  |            |  |            |

A: Аланін

C: Цистеїн

D: Аспарагінова кислота

E: Глутамінова кислота

F: Фенілаланін

G: Гліцин

H: Гістидин

I: Ізолейцин

K: Лізин

L: Лейцин

M: Метіонін

N: Аспарагін

P: Пролін

Q: Глутамін

R: Аргінін

S: Серин

T: Треонін

V: Валін

Кодований геном білок за функцією належить до фосфопротеїнів. 
Задіяний у таких біологічних процесах, як транспорт, транспорт білків, біогенез та деградація війок, ацетилювання. 
Локалізований у цитоплазмі, клітинних відростках, війках.